# Petr Čornej
Petr Čornej (* 26. března 1951 Praha) je český historik specializující se na dějiny pozdního středověku, zvláště husitství, a na historiografii a historickou tradici. Vyučoval dějiny na Univerzitě Karlově (na její Filozofické fakultě, Pedagogické fakultě a na Husitské teologické fakultě) a na Literární akademii Josefa Škvoreckého. Působil na Husitské teologické fakultě UK v Praze, kde byl členem Katedry historické teologie a církevních dějin.

## Vědecká činnost
Petr Čornej vystudoval obory historie a český jazyk na Filozofické fakultě UK v Praze. V roce 1974 nastoupil do Ústavu pro českou a světovou literaturu ČSAV, kde setrval až do roku 1990. Po roce 1991 vyučoval starší české dějiny na Filozofické fakultě UK. V letech 1992–1999 působil jako zakladatel a vedoucí Katedry dějin a didaktiky dějepisu na Pedagogické fakultě UK, kde vyučoval starší české dějiny, světové dějiny, historiografii a vedl semináře s husitskou tematikou a se zaměřením na film a dějiny. Poté působil jako vědecký pracovník a statutární zástupce ředitele v Ústavu pro českou literaturu AV ČR (1999–2001).
V letech 2002–2013 pracoval na Literární akademii (Soukromé vysoké škole Josefa Škvoreckého) v Praze, jejímž rektorem byl v letech 2006–2010. Zároveň byl či stále je zapojen do různých grantů a výzkumných projektů na Filozofické fakultě Univerzity Karlovy, v Ústavu pro jazyk český AV ČR a v Historickém ústavu AV ČR. Je řádným členem Centra medievistických studií a v minulosti byl či stále je členem řady oborových a redakčních rad.
Petr Čornej není znám jen jako autor vynikajících vědeckých prací a učebnic. Dlouhodobě se věnuje popularizační činnosti. Spolupracuje s televizí a rozhlasem, píše popularizační knihy a publikuje články v denním tisku. Mezi jeho úspěšné televizní projekty patří například seriál Kronika česká (Česká televize, 1997–1998; 77 dílů, autor koncepce, odborný garant, supervizor a autor 11 dílů). V poslední době se jako spoluautor scénáře a průvodce pořadem (spolu s hercem Jiřím Dvořákem) podílel na dokumentárním filmu Vzestup a pád kněze Jana (Česká televize, 2019, režie Ivo Macharáček). Byl též jedním z konzultantů akční hry Kingdom Come: Deliverance.
Jeho manželkou je historička Ivana Čornejová. Má s ní dceru Alžbětu, narozenou 12. února 1986.
„...nejsem soutěživý typ, ba soutěží se, i když to tak asi nevypadá, od dětství bojím. Spíš sám sobě dokazuji, na co stačím, a na co už ne. Soutěže nemám rád ještě z jednoho důvodu. Plodí rivalitu, řevnivost, konfrontaci a také fauly. Vypjatá soutěživost vede k stresům, tenzím v mezilidských vztazích i ke křečovitým projevům nepříznivě ovlivňujícím pracovní činnost. Osobně se domnívám, že lidé (a to nejen vědci, učitelé a studenti) podávají podstatně lepší výkony, cítí-li se psychicky uvolnění a působí-li ve vlídně naladěném prostředí. Prostě nemám rád pojetí školy a vědy jako ringu, v němž padají i podpásové údery, nýbrž vnímám obě prostředí spíše jako louku či zahrádku, která každé rostlině poskytuje příležitost, aby kvetla, jak nejlépe umí."

## Dílo
- Husitský Tábor 4. Muzeum Husitského revolučního hnutí, 1981. 336 s. (spoluautoři Eduard Maur, František Šmahel, Jan Galandauer, Jiří Rak, Jiří Kořalka, František Gabriel)
- Tajemství českých kronik. Cesty ke kořenům husitské tradice. Praha: Vyšehrad, 1987. 350 s. 2. vyd. Praha; Litomyšl: Paseka, 2003. 456 s. ISBN 80-7185-590-1
- Lipanská křižovatka. Příčiny, průběh a historický význam jedné bitvy. Praha: Panorama, 1992. 277 s. ISBN 80-7038-183-3
- Panovníci Českých zemí. Praha : Fragment, 1992. 64 s. ISBN 80-901070-5-2. (řada dalších vydání v následujících letech)
- Slavné bitvy naší historie. Praha: Marsyas, 1993. 271 s. ISBN 80-901606-1-1. 2. vyd. Praha: Marsyas, 1995. 272 s. ISBN 80-901606-4-6. (spoluautoři Pavel Bělina, Michal Houba a Andrej Romaňák)
- Lipanské ozvěny. Jinočany: H & H, 1995. 203 s. ISBN 80-85787-80-6.
- Evropa králů a císařů. Ivo Železný, 1997. 410 s. ISBN 80-237-3511-X (spoluautoři Jan Kumpera, Vratislav Vaníček, Jan P. Kučera, Vít Vlnas, Ivana Čornejová)
- Velké dějiny zemí Koruny české V. 1402–1437. Praha; Litomyšl: Paseka 2000. 790 s. ISBN 80-7185-296-1.
- 234 českých osobností. Fragment 2003, 246 s. ISBN 80-7200-838-2. (spoluautoři Veronika Volhejnová, Jiří Fidler, Milan Kuna)
- A Brief History of the Czech Lands to 2004. Práh, 2003. 96 s. ISBN 80-7252-026-1. (spoluautoři Jiří Pokorný)
- Dějepis pro gymnázia a střední školy. 2, Středověk a raný novověk. Praha: SPN – pedagogické nakladatelství, 2001. 160 s. ISBN 80-7235-152-4. 2. vyd. Praha: SPN – pedagogické nakladatelství, 2009. 160 s. ISBN 978-80-7235-430-6. (spoluautoři Ivana Čornejová, František Parkan)
- Velké dějiny zemí Koruny české VI. 1437–1526. Praha; Litomyšl: Paseka 2007. 800 s. ISBN 978-80-7185-873-7. (spoluautor Milena Bartlová)
- 30. 7. 1419: První pražská defenestrace: krvavá neděle uprostřed léta. Praha: Havran, 2010. 200 s. ISBN 978-80-87341-00-1.
- Světla a stíny husitství: události, osobnosti, texty, tradice: výbor z úvah a studií. Praha: Nakladatelství Lidové noviny, 2011. 481 s. ISBN 978-80-7422-084-5.
- Český stát v době jagellonské, Praha; Litomyšl: Paseka, 2012. 236 s. ISBN 978-80-7432-225-9.
- Významné milníky husitství v českých a německých dějinách: publikace k projektu nové expozice a naučné stezky v Památníku Jana Žižky v Trocnově. V Českých Budějovicích: Jihočeské muzeum v Českých Budějovicích, 2015. 103 stran. ISBN 978-80-87311-61-5.
- Jan Žižka: život a doba husitského válečníka. Praha: Paseka, 2019. 855 s. ISBN 978-80-7432-990-6.
- Husitství a husité. Praha: Karolinum, 2019. 482 s. ISBN 978-80-246-3993-2.
- Husitská revoluce – Stručná historie, Praha: Paseka 2021. ISBN 978-80-7637-189-7.
- Husité na Žižkově. Praha: Paseka, 2023. 416 s.[6] ISBN 978-80-7637-412-6.

## Ocenění
Díky kvalitě své vědecké práce a literární úrovni svých publikací je Petr Čornej držitelem celé řady ocenění. K nejvýznamnějším z nich patří cena Josefa Hlávky za nejlepší společenskovědní knihu roku 2000 (Velké dějiny zemí Koruny české V), udělená v roce 2001, nebo cena Učené společnosti v kategorii vědecký pracovník za „mimořádný badatelský přínos českému dějepisectví, jehož výsledky kvalifikovaně otvírá i širší veřejnosti“, kterou obdržel v roce 2012. O pět let později byla Petru Čornejovi udělena Stříbrná pamětní medaile Senátu.
Rozsáhlá monografie o Janu Žižkovi byla v roce 2020 oceněna jako Kniha roku a stala se hlavním vítězem knižních cen Magnesia Litera.